# Tornei di tennis maschili indipendenti nel 1975
Nel 1975 i tornei di tennis maschili facevano parte del World Championship Tennis 1975 e del rivale Commercial Union Assurance Grand Prix 1975, ma molti non erano inseriti in nessun particolare circuito.

## Calendario

### Gennaio
| Settimana  | Torneo                                                                    | Vincitore                   | Finalista                | Semifinalisti | Eliminati ai quarti |
| ---------- | ------------------------------------------------------------------------- | --------------------------- | ------------------------ | ------------- | ------------------- |
| 12 gennaio | Chattanooga Tennis Classic 1975 Chattanooga, USA Singolare - Doppio       | Tom Okker 7-6(5) 7-6(3)     | Marty Riessen            |               |                     |
| 12 gennaio | Chattanooga Tennis Classic 1975 Chattanooga, USA Singolare - Doppio       |                             |                          |               |                     |
| 12 gennaio | Pacific Coast Indoor Chanmpionships 1975 Portland, USA Singolare - Doppio | Brian Gottfried 6-4 6-7 6-1 | Jim Osborne              |               |                     |
| 12 gennaio | Pacific Coast Indoor Chanmpionships 1975 Portland, USA Singolare - Doppio |                             |                          |               |                     |
| 26 gennaio | Moscow Open 1975 Mosca, Unione Sovietica Singolare - Doppio               | An Volkov 6-3 3-6 6-1 6-3   | Alexander Bogomolov, Sr. |               |                     |
| 26 gennaio | Moscow Open 1975 Mosca, Unione Sovietica Singolare - Doppio               |                             |                          |               |                     |

### Febbraio
| Settimana   | Torneo                                                                                  | Vincitore                  | Finalista        | Semifinalisti | Eliminati ai quarti |
| ----------- | --------------------------------------------------------------------------------------- | -------------------------- | ---------------- | ------------- | ------------------- |
| 2 febbraio  | New South Wales Hard Court Championships 1975 Cootamundra, Australia Singolare - Doppio | Geoff Pollard 4-6 6-4 6-3  | John Marks       |               |                     |
| 2 febbraio  | New South Wales Hard Court Championships 1975 Cootamundra, Australia Singolare - Doppio |                            |                  |               |                     |
| 16 gennaio  | Laguna Niguel Pro Classic 1975 Laguna Niguel, USA Singolare - Doppio                    | Roscoe Tanner 6-4 7-6      | Charlie Pasarell |               |                     |
| 16 gennaio  | Laguna Niguel Pro Classic 1975 Laguna Niguel, USA Singolare - Doppio                    |                            |                  |               |                     |
| 17 febbraio | ATP Algeri 1975 Algeri, Algeria Singolare - Doppio                                      | Andrés Gómez 6–7, 6–1, 6–1 | Brian Teacher    |               |                     |
| 17 febbraio |                                                                                         |                            |                  |               |                     |
| 20 febbraio | ATP Tolosa 1975 Tolosa, Francia Singolare - Doppio                                      | Onny Parun 4-6 6-3 6-0     | Kim Warwick      |               |                     |
| 20 febbraio |                                                                                         |                            |                  |               |                     |

### Marzo
Nessun evento

### Aprile
| Settimana | Torneo                                                                    | Vincitore                     | Finalista      | Semifinalisti               | Eliminati ai quarti                                       |
| --------- | ------------------------------------------------------------------------- | ----------------------------- | -------------- | --------------------------- | --------------------------------------------------------- |
| 2 aprile  | IPA Washington 1975 Washington, USA Singolare - Doppio                    | Aleksandre Met'reveli 6-3 7-5 | Haroon Rahim   |                             |                                                           |
| 2 aprile  | IPA Washington 1975 Washington, USA Singolare - Doppio                    |                               |                |                             |                                                           |
| 20 aprile | River Plate Championships 1975 Buenos Aires, Argentina Singolare - Doppio | Guillermo Vilas 6-2 6-1 6-4   | Clark Graebner | Víctor Pecci Manuel Santana | Ricardo Cano Julian Ganzabal Hector Romani Roberto Aubone |
| 20 aprile | River Plate Championships 1975 Buenos Aires, Argentina Singolare - Doppio |                               |                | Víctor Pecci Manuel Santana | Ricardo Cano Julian Ganzabal Hector Romani Roberto Aubone |

### Maggio
| Settimana | Torneo                                                                                        | Vincitore                  | Finalista      | Semifinalisti | Eliminati ai quarti |
| --------- | --------------------------------------------------------------------------------------------- | -------------------------- | -------------- | ------------- | ------------------- |
| 3 maggio  | Downeast Tennis Classic 1975 Portland, USA $16,500 - Sintetico indoor Singolare - Doppio      | Eddie Dibbs 6-4 6-2        | Harold Solomon |               |                     |
| 3 maggio  | Downeast Tennis Classic 1975 Portland, USA $16,500 - Sintetico indoor Singolare - Doppio      |                            |                |               |                     |
| 11 maggio | Louisville Tennis Club Invitational 1975 Louisville, USA $10,000 - Cemento Singolare - Doppio | Ken Rosewall 7-6(6) 7-6(3) | Stan Smith     |               |                     |
| 11 maggio | Louisville Tennis Club Invitational 1975 Louisville, USA $10,000 - Cemento Singolare - Doppio |                            |                |               |                     |
| 31 maggio | Surrey Grass Court Championships 1975 Surbiton, Gran Bretagna Singolare - Doppio              | Peter McNamara 4-6 9-8 6-4 | Steve Docherty |               |                     |
| 31 maggio | Surrey Grass Court Championships 1975 Surbiton, Gran Bretagna Singolare - Doppio              |                            |                |               |                     |

### Giugno
| Settimana | Torneo                                                                           | Vincitore           | Finalista         | Semifinalisti | Eliminati ai quarti |
| --------- | -------------------------------------------------------------------------------- | ------------------- | ----------------- | ------------- | ------------------- |
| 14 giugno | Kent Championships 1975 Beckenham, Gran Bretagna Singolare - Doppio              | Arthur Ashe 7-5 6-4 | Roscoe Tanner     |               |                     |
| 14 giugno | Kent Championships 1975 Beckenham, Gran Bretagna Singolare - Doppio              |                     |                   |               |                     |
| 21 giugno | South of England Championships 1975 Eastbourne, Gran Bretagna Singolare - Doppio | Mark Cox 6-4 9-8    | Tejmuraz Kakulija |               |                     |
| 21 giugno | South of England Championships 1975 Eastbourne, Gran Bretagna Singolare - Doppio |                     |                   |               |                     |

### Luglio
| Settimana | Torneo                                              | Vincitore              | Finalista       | Semifinalisti | Eliminati ai quarti |
| --------- | --------------------------------------------------- | ---------------------- | --------------- | ------------- | ------------------- |
| 12 luglio | Irish Open 1975 Dublino, Irlanda Singolare - Doppio | Alvin Gardiner 9-7 6-3 | Anthony Fawcett |               |                     |
| 12 luglio | Irish Open 1975 Dublino, Irlanda Singolare - Doppio |                        |                 |               |                     |

### Agosto
Nessun evento

### Settembre
| Settimana    | Torneo                                                                 | Vincitore                  | Finalista                           | Semifinalisti | Eliminati ai quarti |
| ------------ | ---------------------------------------------------------------------- | -------------------------- | ----------------------------------- | ------------- | ------------------- |
| Settembre    | Dutch Round Robin Championships 1975 Haarlem, Paesi Bassi Singolare    | Ilie Năstase Round robin   | Ion Țiriac Marty Riessen Björn Borg |               |                     |
| 14 settembre | Shoney's Tennis Classic 1975 Charlotte, USA $45,000 Singolare - Doppio | Vijay Amritraj 3-6 7-5 6-4 | Ilie Năstase                        |               |                     |
| 14 settembre | Shoney's Tennis Classic 1975 Charlotte, USA $45,000 Singolare - Doppio |                            |                                     |               |                     |

### Ottobre
| Settimana  | Torneo                                                                              | Vincitore                | Finalista  | Semifinalisti | Eliminati ai quarti |
| ---------- | ----------------------------------------------------------------------------------- | ------------------------ | ---------- | ------------- | ------------------- |
| 4 ottobre  | Eastern Suburbs Open 1975 Sydney, Australia Singolare - Doppio                      | Syd Ball 6-2 6-1         | John Marks |               |                     |
| 4 ottobre  | Eastern Suburbs Open 1975 Sydney, Australia Singolare - Doppio                      |                          |            |               |                     |
| 19 ottobre | Tennis ai VII Giochi panamericani Città del Messico, Messico Singolare - Doppio     |                          |            |               |                     |
| 19 ottobre | Tennis ai VII Giochi panamericani Città del Messico, Messico Singolare - Doppio     |                          |            |               |                     |
| 26 ottobre | Hilton Head Classic 1975 Hilton Head, USA $135,000 - Terra rossa Singolare - Doppio | Ilie Năstase 5-7 7-6 6-4 | Rod Laver  |               |                     |
| 26 ottobre | Hilton Head Classic 1975 Hilton Head, USA $135,000 - Terra rossa Singolare - Doppio |                          |            |               |                     |

### Novembre
| Settimana   | Torneo                                                                               | Vincitore                | Finalista      | Semifinalisti | Eliminati ai quarti |
| ----------- | ------------------------------------------------------------------------------------ | ------------------------ | -------------- | ------------- | ------------------- |
| 8 novembre  | Australian Hard Court Championships 1975 Melbourne, Australia Singolare - Doppio     | John Marks 6-2 6-2 6-2   | Peter McNamara |               |                     |
| 8 novembre  | Australian Hard Court Championships 1975 Melbourne, Australia Singolare - Doppio     |                          |                |               |                     |
| 30 novembre | Gunze Open 1975 Tokyo, Giappone $100,000 - Sintetico indoor Singolare - Doppio       | Ken Rosewall 7-5 4-6 6-1 | John Newcombe  |               |                     |
| 30 novembre | Gunze Open 1975 Tokyo, Giappone $100,000 - Sintetico indoor Singolare - Doppio       |                          |                |               |                     |
| 30 novembre | Helsinki Open 1975 Helsinki, Finlandia $15,000 - Sintetico indoor Singolare - Doppio | Ilie Năstase 7-5 4-6 6-1 | Ove Bengtson   |               |                     |
| 30 novembre | Helsinki Open 1975 Helsinki, Finlandia $15,000 - Sintetico indoor Singolare - Doppio |                          |                |               |                     |

### Dicembre
| Settimana   | Torneo                                                                          | Vincitore                        | Finalista      | Semifinalisti | Eliminati ai quarti |
| ----------- | ------------------------------------------------------------------------------- | -------------------------------- | -------------- | ------------- | ------------------- |
| 1º dicembre | Tasmanian Open 1975 Hobart, Australia Singolare - Doppio                        | Mark Edmondson 6-2 6-7 6-4       | Cliff Letcher  |               |                     |
| 1º dicembre | Tasmanian Open 1975 Hobart, Australia Singolare - Doppio                        |                                  |                |               |                     |
| 7 dicembre  | South Australian Open 1975 Adelaide, Australia Erba Singolare - Doppio          | Syd Ball 6-4 7-5 6-3             | John Lloyd     |               |                     |
| 7 dicembre  | South Australian Open 1975 Adelaide, Australia Erba Singolare - Doppio          |                                  |                |               |                     |
| 11 dicembre | Uppsala Open 1975 Uppsala, Svezia $15,000 - Sintetico indoor Singolare - Doppio | Ilie Năstase 7-6 7-5             | Wojciech Fibak |               |                     |
| 11 dicembre | Uppsala Open 1975 Uppsala, Svezia $15,000 - Sintetico indoor Singolare - Doppio |                                  |                |               |                     |
| 14 dicembre | Queensland Open 1975 Brisbane, Australia Singolare - Doppio                     | Malcolm Anderson 3-6 6-3 6-4 6-4 | Mark Edmondson |               |                     |
| 14 dicembre | Queensland Open 1975 Brisbane, Australia Singolare - Doppio                     |                                  |                |               |                     |
| 14 dicembre | Western Australian Open 1975 Perth, Australia Singolare - Doppio                | John Lloyd 6-1 6-7 6-0 6-3       | Ray Ruffels    |               |                     |
| 14 dicembre | Western Australian Open 1975 Perth, Australia Singolare - Doppio                |                                  |                |               |                     |
| 29 dicembre | Sydney Manly Seaside Championships 1975 Sydney, Australia Singolare - Doppio    | Bob Giltinan 6-3 6-3             | João Soares    |               |                     |
| 29 dicembre | Sydney Manly Seaside Championships 1975 Sydney, Australia Singolare - Doppio    |                                  |                |               |                     |